# Police Women of Memphis
Police Women of Memphis (em português As Policiais de Memphis) foi a terceira série de documentários sobre a vida dos policiais nos Estados Unidos, nesse episódio quatro membros do Departamento de Polícia de Memphis participaram do programa.

## Elenco
- Aubrey Olson: é solteira e tem uma filha. É policial a seis anos.[2]

- Arica Logan: é policial a dois anos. Anteriormente foi garçonete e aeromoça.[3]

- Joy Jefferson: é casada e tem dois filhos. Seu sonho de criança era ser policial, cresceu em uma área da cidade onde as pessoas tinham medo da polícia.[4]

- Virginia Awkward: foi criada nos bairros mais violentos da cidade, e por isso quis ser policial.[5]